# Castelpoggio
Castelpoggio is een plaats (frazione) in de Italiaanse gemeente Carrara.